# Fredrik Uhrbom
Carl Fredrik Lennart Uhrbom, född 13 augusti 1977, är en svensk långdistanslöpare. Uhrbom blev svensk mästare i maratonlöpning 2012, och har dessutom ett antal SM-guld i terränglöpning sedan år 2005.
Vid Europamästerskapen i Amsterdam år 2016 deltog Uhrbom i halvmaraton där han med 1:07:06 kom på en 44:e plats.

## Klubbhistorik
Fredrik Uhrbom började tävla för Nyköpings BIS men bytte i augusti 2001 till Söderköpings FIK. I december 2004 bytte han igen, denna gång till Spårvägens FK.

## Personliga rekord
| Distans     | Tid (min) | Datum            | Plats            |
| ----------- | --------- | ---------------- | ---------------- |
| 1 500 meter | 4:02.86   | 15 februari 1998 | Eskilstuna (SWE) |
| 3 000 meter | 8:13.75   | 27 februari 2010 | Sätra (SWE)      |
| 5 000 meter | 15:03.60  | 17 mars 2015     | Huddinge (SWE)   |

| Distans        | Tid (min) | Datum            | Plats                |
| -------------- | --------- | ---------------- | -------------------- |
| 800 meter      | 1:54.51   | 5 juli 1998      | Gävle (SWE)          |
| 1 500 meter    | 3:49.71   | 28 juni 2005     | Sollentuna (SWE)     |
| 3 000 meter    | 8:03.43   | 12 juli 2008     | Cork City (IRL)      |
| 5 000 meter    | 14:01.45  | 20 juli 2008     | Heusden-Zolder (BEL) |
| 10 000 meter   | 29:30.28  | 14 juni 2008     | Watford (GBR)        |
| 10 km landsväg | 29:41     | 13 mars 2016     | Manchester (GBR)     |
| Halvmaraton    | 1:05:20   | 14 mars 2010     | Haag (NED)           |
| Marathon       | 2:21:44   | 18 december 2011 | Sevilla (ESP)        |

Alla resultat är hämtad från IAAF-profil.

### Fotnoter
1. ↑  Wiger 2006, s. 81.
2. ↑  Wiger 2006, s. 91.
3. ↑  ”Resultat Göteborgsvarvet 2007”. Arkiverad från originalet den 10 december 2022. https://web.archive.org/web/20221210225925/https://goteborgsvarvet.r.mikatiming.de/2016/index.php?page=1&event=&event_main_group=2007&pid=list&ranking=time_finish_netto&search%5Bage_class%5D=%25. Läst 11 oktober 2016.
4. ↑  ”Terräng-SM 2007, dag 2”. Arkiverad från originalet den 16 april 2010. https://web.archive.org/web/20100416011423/http://www.ifkhalmstad.se/files/arrangemang/TerrangSM/Res_070429.htm. Läst 28 mars 2015.
5. ↑  ”Stafett-SM 2007”. Arkiverad från originalet den 22 december 2015. https://web.archive.org/web/20151222173752/http://h24-files.s3.amazonaws.com/151399/452633-nT9Xe.pdf. Läst 28 mars 2015.
6. ↑  ”Stora SM 2008, dag 3”. trackandfield.se. Arkiverad från originalet den 24 augusti 2010. https://web.archive.org/web/20100824041425/http://www.trackandfield.se/Resultat/2008/080803.htm. Läst 20 maj 2013.
7. ↑  ”SM halvmarathon 2008”. Arkiverad från originalet den 11 september 2008. https://web.archive.org/web/20080911002555/http://resultat.marathon.se/SHM2008/start/index.cfm?Lan_ID=1. Läst 25 mars 2015.
8. 1 2  ”Terräng-SM 2008”. Arkiverad från originalet den 19 augusti 2010. https://web.archive.org/web/20100819112631/http://www.ifkvaxjo.se/Tavling2008/TerrangSM_08_res.pdf. Läst 25 mars 2015.
9. ↑  ”Stafett-SM 2008”. Arkiverad från originalet den 9 juni 2009. https://web.archive.org/web/20090609064617/http://www.stafett-sm.se/resultat. Läst 25 mars 2015.
10. ↑  ”Stora SM 2009”. archive.org. Arkiverad från originalet den 13 december 2009. https://web.archive.org/web/20091213202749/http://88.131.109.176/folksam/sm09/resultat.php. Läst 23 april 2013.
11. ↑  ”Terräng-SM 2009, lag”. idrottonline.se. Arkiverad från originalet den 8 december 2015. https://web.archive.org/web/20151208045303/http://www8.idrottonline.se/HammarbyIFFI-Friidrott/Traningsgrupper/TerrangSM2009/Resultat-Lag090501/. Läst 1 maj 2013.
12. ↑  ”Stafett-SM 2009”. ifgota.se. Arkiverad från originalet den 4 mars 2016. https://web.archive.org/web/20160304103354/http://www.ifgota.se/result/Uploaded/stafettsm09.html. Läst 29 maj 2013.
13. ↑  ”Terräng-SM 2010” (excel). idrottonline.se. Arkiverad från originalet den 8 december 2015. https://web.archive.org/web/20151208063414/http://www1.idrottonline.se/ImageVaultFiles/id_276861/cf_87178/Resultatlista_slutlig.XLS. Läst 10 november 2015.
14. ↑  ”Stora SM 2011, dag 2” (htm). trackandfield.se. Arkiverad från originalet den 14 oktober 2012. https://web.archive.org/web/20121014231708/http://www.trackandfield.se/resultat/2011/110812.htm. Läst 17 april 2013.
15. ↑  ”Terräng-SM 2011” (html). idrottonline.se. Arkiverad från originalet den 4 maj 2012. https://web.archive.org/web/20120504004238/http://www2.idrottonline.se/ImageVaultFiles/id_410628/cf_359/tsm2011-resultat.HTML. Läst 17 april 2013.
16. ↑  ”SM halvmarathon 2012”. joggingskor.ni. Arkiverad från originalet den 10 december 2022. https://web.archive.org/web/20221210223653/https://joggingskor.nu/joggblogg/resultat-sm-halvmarathon-2012. Läst 17 april 2013.
17. ↑  ”SM i marathon 2012”. marathon.se. Arkiverad från originalet den 2 oktober 2018. https://web.archive.org/web/20181002100917/http://results.marathon.se/2012/. Läst 16 april 2013.
18. ↑  ”Terräng-SM 2013”. idrottonline.se. Arkiverad från originalet den 26 november 2015. https://web.archive.org/web/20151126043823/http://www5.idrottonline.se/FaluIK-Friidrott/TerrangSM2013/. Läst 10 november 2015.
19. ↑  ”Stafett-SM 2013”. huddinge-friidrott.org. Arkiverad från originalet den 4 mars 2016. https://web.archive.org/web/20160304222253/http://www.huddinge-friidrott.org/tavlingar/13/stafettsm/resultat.htm. Läst 29 maj 2013.
20. ↑  ”Stora SM 2014, dag 3” (htm). trackandfield.se. Arkiverad från originalet den 3 december 2014. https://web.archive.org/web/20141203233100/http://www.trackandfield.se/resultat/2014/140803.htm. Läst 21 oktober 2014.
21. ↑  ”Terräng-SM 2014, dag 2”. marathon.se. Arkiverad från originalet den 2 april 2015. https://web.archive.org/web/20150402172340/http://www.marathon.se/racetimer?v=%2Fsv%2Frace%2Fshow%2F2230%3Flayout%3Dmarathon. Läst 26 mars 2015.
22. ↑  ”Terräng-SM 2015”. marathon.se. Arkiverad från originalet den 24 november 2015. https://web.archive.org/web/20151124063344/http://www.marathon.se/racetimer?v=%2Fsv%2Frace%2Fshow%2F2980%3Flayout%3Dmarathon. Läst 31 oktober 2015.
23. ↑  ”Resultat Terräng-SM”. hogbyif.se. Arkiverad från originalet den 1 november 2018. https://web.archive.org/web/20181101015406/http://hogbyif.se/friidrott/resultat/2018/TSM_2018/samlad-lista.pdf. Läst 31 oktober 2018.
24. ↑  ”Stora inne-SM 2005, resultat” (pdf). mai.se. Arkiverad från originalet den 21 februari 2006. https://web.archive.org/web/20060221095925/http://www.mai.se/resultat/resultatlista-ism.2005.pdf. Läst 12 april 2015.
25. ↑  ”Stora inne-SM 2007, resultat” (htm). idrottonline.se. Arkiverad från originalet den 11 april 2015. https://web.archive.org/web/20150411214031/http://iof2.idrottonline.se/ImageVaultFiles/id_16670/cf_78/070225ism.HTM. Läst 12 april 2015.
26. ↑  ”Stora inne-SM 2010 dag 1, resultat”. friidrott.stockholm.se. Arkiverad från originalet den 5 mars 2016. https://web.archive.org/web/20160305005746/http://www.friidrott.stockholm.se/ISM2010/Page.asp?PageIdentifier=RESLORDAG. Läst 19 juli 2012.
27. ↑  ”Stora inne-SM 2012, resultat”. trackandfield.se. Arkiverad från originalet den 4 mars 2016. https://web.archive.org/web/20160304224853/http://www.trackandfield.se/Resultat/2012/120218_19.htm. Läst 19 juli 2012.
28. ↑  ”European Athletics Championships - Amsterdam 2016” (på engelska). european-athletics.org. Arkiverad från originalet den 28 december 2016. https://web.archive.org/web/20161228035530/http://www.european-athletics.org/competitions/european-athletics-championships/history/year=2016/results/. Läst 27 december 2016.
29. ↑  ”Femteplats i EM-halvmaran”. friidrott.se. 10 juli 2016. Arkiverad från originalet den 8 februari 2017. https://web.archive.org/web/20170208033114/http://www.friidrott.se/nyheter.aspx?id=19770. Läst 6 februari 2017.
30. ↑  ”Karensövergångar 2001”. friidrott.se. 31 oktober 2001. Arkiverad från originalet den 21 november 2016. https://web.archive.org/web/20161121045758/http://www.friidrott.se/forbundsinfo/overgangar/Karens01.aspx. Läst 20 november 2016.
31. ↑  ”Tävlingsårsskiftesövergångar 1 december 2004”. friidrott.se. 5 november 2005. Arkiverad från originalet den 21 november 2016. https://web.archive.org/web/20161121045739/http://www.friidrott.se/forbundsinfo/overgangar/Arsskifte0405.aspx. Läst 20 november 2016.
32. ↑  IAAF, Uhrbom Fredrik biografi:  Fredrik Uhrbom biografi Arkiverad 10 augusti 2016 hämtat från the Wayback Machine.